# Protocol notarial
Un protocol notarial és un conjunt d'instruments públics i altres documents que hi són incorporats, autoritzats per un mateix notari en el decurs d'un any i enquadernats en un o diversos volums. A cadascun, s'hi avantposa una diligència o nota d'obertura i una altra al final de cloenda. Les escriptures i els documents són foliats i tenen un número correlatiu. Els protocols notarials són secrets fins que no acompleixen els cent anys.

## Etimologia
Tot i que el diccionari de la Real Academia Española diu que el terme protocol prové del llatí protocollum i aquest del grec πρωτóκολλον, l'etimologia del terme no està prou clara. No podem atribuir-li un origen exclusivament grec, sinó que més aviat es tracta de la combinació del terme grec protos (‘primer’) i del llatí collum o colatio (‘acarament amb l'original'). La combinació d'aquests dos significats, primer o primigeni i acarament o comprovació és coherent amb el sentit actual del terme com a llibre on s'inscriu la primera matriu o escriptura original dels instruments. Aquesta definició, però, no obeeix en canvi a la seva tradició històrica, ja que abans del segle xvi a Castella i del segle xviii a la Corona d'Aragó, moment en què s'introdueix el veritable protocol amb els instruments originals, els llibres notarials eren simples registres que no contenien l'escriptura original, la qual era lliurada a l'atorgant. Tampoc el protocol era el conjunt d'escriptures d'un any, ja que en moltes ocasions un registre podia abraçar períodes cronològics molt amplis.

## Evolució històrica dels registres notarials
Podem considerar els segles xii i xiii, amb el renaixement del dret al món occidental, sistematitzat per l'escola dels glossadors a Itàlia i pels legistes a França, com el moment en el qual neixen els registres notarials. L'aparició d'aquests registres, els primers dels quals els trobem documentats a mitjan segle xii a Itàlia, va lligada a la recepció del dret comú, a la sistematització del notariat, al renaixement econòmic i urbà i a la difusió del paper, un suport molt més barat i fàcil d'obtenir que el pergamí.

### Evolució històrica a la Corona d'Aragó
A la Corona d'Aragó, el llibre registre beu de la tradició genovesa i és anomenat de maneres molt diverses com ara capibrevium, capibrevium notarum, protocollum o liber notularum, entre d'altres. Els primers registres coneguts daten del segle xiii i es caracteritzen per ser prims i de format petit, per estar carregats d'abreviatures i etceteracions i per l'aprofitament al màxim de cada full. Al segle xiv el format s'adapta al foli, augmenta l'extensió de les notes, apareixen els marges laterals i es redueix el nombre d'etceteracions. Fins a mitjan segle hi havia un llibre únic, el capibrevium, fet que canvia arran de les Corts de Perpinyà de 1351, que decreten que els notaris han d'escriure el contracte per extens en el llibre de notes. A causa del seu incompliment, s'implanta un sistema d'anotació doble en dos tipus de registres, els manualia i els libri notularum, sistema que es continua al llarg del segle xv i que arriba a ser triple i quàdruple en alguns llocs.
Formalment, al segle xv els registres es tornen més elegants i això es reflecteix en una presentació i redacció més cuidada, millora que desapareix als segles xvii i XVIII, quan els registres perden bellesa externa i es caracteritzen per ser més gruixuts i mal confeccionats, així com per la fragilitat d'un paper de menor qualitat castigat per l'ús de tintes ferruginoses que amb el temps foraden el paper. Cal destacar també la proliferació, ja des del segle xiii i fins al segle xix, de llibres especials (capítols matrimonials, testaments, inventaris...), que agrupen els contractes per matèries.
Amb l'arribada del segle xviii, i amb ell de les disposicions borbòniques, el registre notarial es converteix en el protocol pròpiament dit, i esdevé l'original amb les matrius de les escriptures, mentre que a l'atorgant se li lliura una còpia en paper. Unificat el format en foli amb la introducció al principi del segle xviii del paper segellat, el protocol adquireix un aspecte digne i noble. La denominació també es regularitza, passant a anomenar-se manual al segle xviii i protocol al segle xix.

### Evolució històrica a Castella
A Castella, la redacció de la nota o assentament dels contractes inicialment es fa en full solts i no és fins al final del segle xiii que les notes s'assenten als llibres. Tot i això, es conserven molt pocs registres medievals castellans anteriors al segle xvi. Aquests registres estan integrats per diversos quaderns, en quart o en foli, i lligats en forma de llibre.
La Pragmàtica dictada per Isabel la Catòlica que donà carta de naturalesa al protocol en el sentit actual, amb la matriu original i única de cada escriptura, redactada per extens, signada per les parts i amb l'autorització notarial tot i que, de moment, sense signe. Amb aquesta Pragmàtica d'Alcalà de 1503 es conforma el protocol en el sentit actual del terme, i estan els escrivans obligats a dur un llibre o protocol, que ha de contenir la matriu original i única de les escriptures i en el qual s'han d'assentar les escriptures en extens, amb anotació de la data crònica i tòpica, amb tots els pactes i clàusules i amb les signatures dels atorgants i testimonis.
Al segle xvii, s'implanta el paper segellat arran de la Pragmàtica de Felip IV de 15 de desembre de 1636, incorporant-se a partir d'aquest moment pocs canvis a destacar en els protocols castellans fins a la promulgació de la Llei marc del Notariat de 1862.

## Sèries de registres i protocols

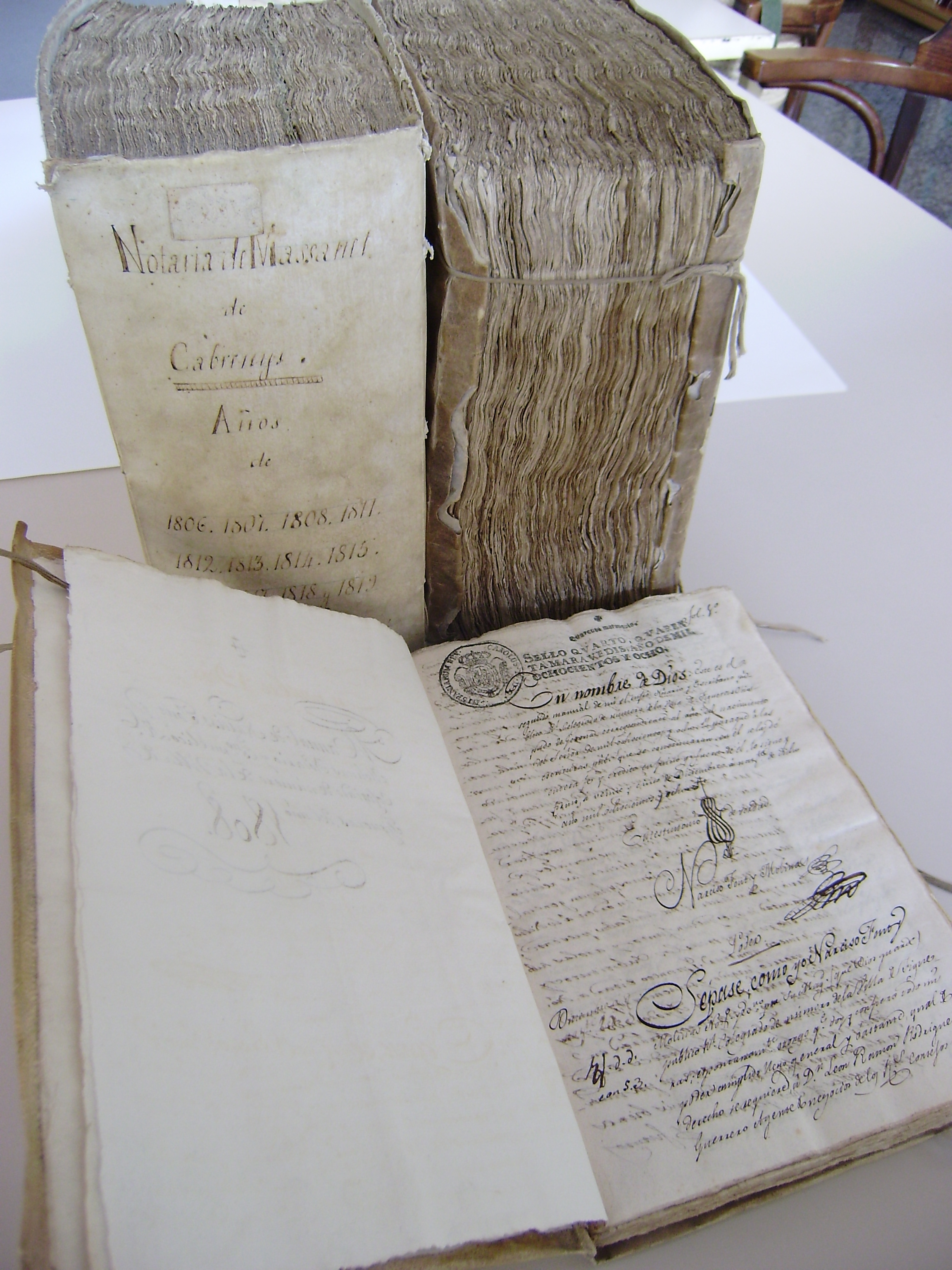
"Segundo Manual" del notari Narcís Font de Figueres, Arxiu Comarcal de l'Alt Empordà.

Les diferents sèries de registres i protocols varien molt en funció del període històric de què parlem. En època medieval i moderna, la tipologia de registres, protocols i llibres notarials és molt àmplia i diversa, i són dos els criteris bàsics de classificació d'aquests llibres: la redacció de l'instrument notarial i l'agrupació dels contractes per matèries. És a partir del segle xix, amb la Llei del Notariat de 1862, que a l'Estat espanyol, les diferents sèries de registres i protocols que actualment trobem queden definides. Així, podem parlar de protocol general, protocols reservats de testaments, protocols reservats de filiacions, llibres indicadors, protocols especials de protestos i de llibres registre d'operacions mercantils.
- Protocol general. Col·lecció ordenada de les escriptures matrius autoritzades per un notari o una notaria durant un any,  numerades de manera correlativa i formalitzades en un o més toms enquadernats.

- Protocol reservat de testaments. Protocol que conté còpia de la carpeta dels testaments i codicils tancats autoritzats per un notari, així com dels testaments i codicils oberts quan els testadors ho sol·licitin. Han d'anar numerats, però no cal que se’n generi un per any.

- Protocol reservat de filiacions. Protocol que conté les escriptures matrius de reconeixement de fills naturals quan els interessats no volen que consti al registre general. Tampoc no cal que se’n generi un per any.

- Llibre indicador. Duts per cada any natural, estan integrats per dues seccions. En la primera d'elles, s'hi anota la data de trasllat a paper de les còpies electròniques, els testimonis en suport paper de les comunicacions electròniques rebudes i les legitimacions de firmes electròniques. En la segona, s'hi anoten els testimonis per exhibició, de vigència de lleis, de legitimació de firmes i les certificacions de saldo i  assentament que es realitzin en suport paper.

- Protocol especial de protestos. Iniciats l'any 1967, contenen lletres de canvi i altres documents mercantils. Aquest tipus de documentació va començar a decaure arran de la Llei Canviària i del Xec de 1985, fins a pràcticament desaparèixer.

- Llibre registre d'operacions mercantils. Llibre obligatori per a tots els notaris des de l'octubre del 2000 -moment en què corredors de comerç i notaris es fusionen- on s'incorporen les pòlisses intervingudes i les intervencions d'actes canviaris. A partir de l'any 2007 van passar a ser opcionals en poder el notari incorporar les pòlisses al protocol general, previ avís als col·legis notarials.

## Tipologies documentals
Les tipologies documentals que trobem en els protocols notarials són molt diverses. Podem destacar els capbreus, les compravendes i permutes, els contractes agraris i de préstec, els capítols matrimonials i les concòrdies, els testaments i codicils, els inventaris post mortem, les assegurances marítimes o les procures entre molts d'altres. Aquesta riquesa documental fa que els protocols notarials siguin una font molt rica per a l'estudi de qualsevol àmbit de la història.